# Éditions Bartillat
Les Éditions Bartillat sont une maison d'édition française fondée en 2000 appartenant à la société Bartillat.

## Historique
La maison d'édition a été fondée par Christian de Bartillat, puis refondée en 2000 par Constance de Bartillat. Les éditions interviennent sur plusieurs fronts culturels : littérature sous toutes ses formes – roman, essai, correspondance, poésie, biographie –, mais aussi histoire, esthétique, voyage, musique et d'autres disciplines.

## Publications
La maison d'édition a notamment édité des ouvrages de J.-K. Huysmans, Goethe, Romain Rolland, Bob Dylan, François Mauriac, Max Jacob, Dostoïevski, Jean Lacoste, Jacques Le Rider, Patrick Besson, Edward Limonov, Élisée Reclus, Violaine Vanoyeke, Élie Faure, Elizabeth von Arnim, Henri de Régnier, Ferdinand von Saar, Pier Paolo Pasolini, Nathalie Clifford Barney, Liane de Pougy, Emmanuel Berl, Henry Miller, Thomas Wolfe, Simone Weil, Pierre Loti…

## Récompenses et distinctions
Elle a publié, en 2007, l'ouvrage de Patrice Locmant, J.-K. Huysmans, le forçat de la vie, qui a reçu le Prix Goncourt de la Biographie, et l'édition de Philippe Berthier des Lettres à Trebutien (1832-1858) de Barbey d’Aurevilly, qui a reçu en 2014 le prix Sévigné.